# Asyria
Asyria (akad. māt Aššurki) – starożytne państwo semickie w północnej Mezopotamii istniejące od drugiej połowy III tysiąclecia p.n.e. do pierwszej połowy I tysiąclecia p.n.e.

## Nazwa
W piśmie klinowym nazwa tego państwa była zapisywana na kilka różnych sposobów. Do najczęściej stosowanych należą formy  (māt Aš-šurki),  (māt Aš+šurki) i  (māt Aššur(AŠ)ki).

## Historia
W historii Asyrii wyróżnia się trzy okresy:
- staroasyryjski – ok. 2025–1750 p.n.e.
- średnioasyryjski – ok. 1375–935 p.n.e.

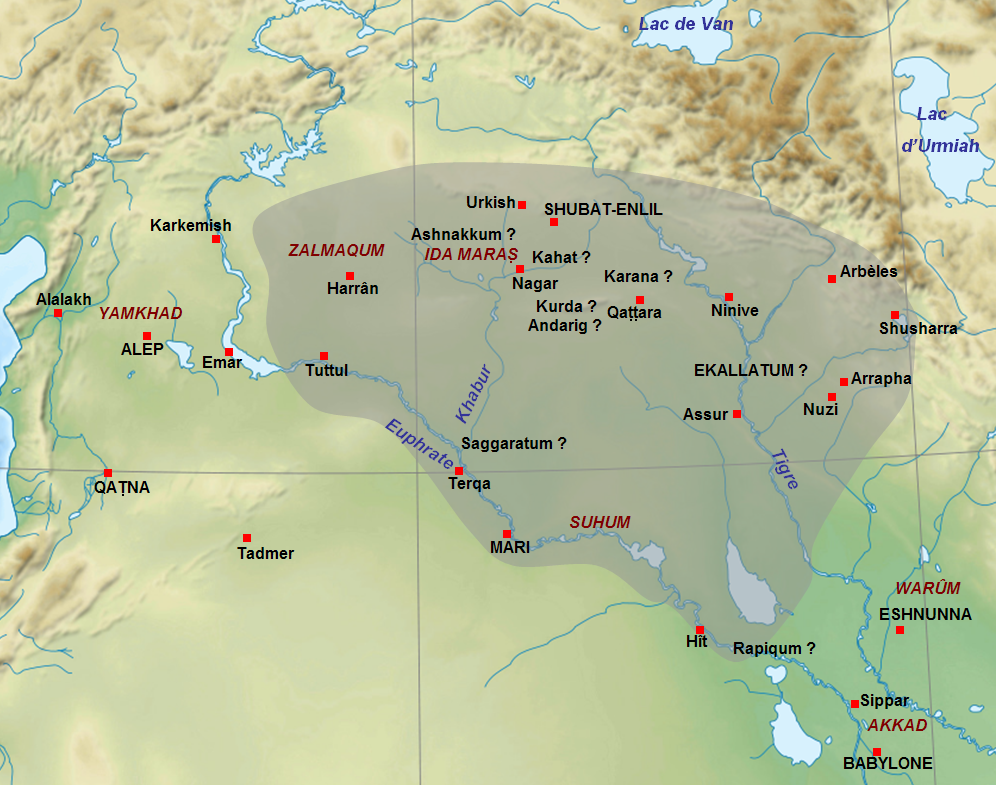
Zasięg terytorialny królestwa Szamszi-Adada I (1814-1781 p.n.e.)

- nowoasyryjski – 934–612 p.n.e.

### Okres staroasyryjski
Okres staroasyryjski rozpoczął się ok. 2025 r. p.n.e., w momencie, gdy imperium III dynastii z Ur, w kilka lat po objęciu tronu przez Ibbi-Suena, utraciło kontrolę nad swoimi obszarami peryferyjnymi, na których leżało m.in. miasto Aszur. Wkrótce samo Aszur, którym dotychczas zarządzał wybierany przez króla gubernator, zwany „człowiekiem z Aszur” (lú Aššurki) lub „gubernatorem Aszur” (énsi Aššurki), stało się niezależnym miastem-państwem rządzonym przez własnych władców. Władcy ci, członkowie tzw. „dynastii Puzur-Aszura” (nazwanej tak od imienia Puzur-Aszura I, prawdopodobnego jej założyciela), tytułowali się teraz „gubernatorami boga Aszura”, jako iż ten uważany był za prawdziwego króla miasta, w którego imieniu władcy – jako jego namiestnicy – sprawowali władzę.
Ok. roku 2000 p.n.e. na Mezopotamię najechali Amoryci, którzy przejęli kontrolę nad większością ówczesnych państw-miast, zakładając w nich swoje dynastie. Przedstawiciel jednej z nich, Szamszi-Adad I z Terqi (panował w latach 1814–1781 p.n.e.), założył pierwsze państwo asyryjskie, które było przez krótki czas największą potęgą w Mezopotamii. Swój sukces gospodarczy Szamszi-Adad I opierał na handlu. Asyria w tym czasie miała nawet swoją kolonię handlową w Kanesz w Azji Mniejszej. Po śmierci Szamszi-Adada jego państwo zostało podbite przez Hammurabiego. Jako że Szamszi-Adad nie był Asyryjczykiem i nie rezydował w Aszur, niektórzy historycy skłaniają się do nazywania tego państwa królestwem Górnej Mezopotamii. W XVII w. p.n.e. ziemie asyryjskie zostały podbite przez przybyłe z północy plemiona Hurytów, którzy około 1490 p.n.e. założyli w Górnej Mezopotamii państwo Mitanni.

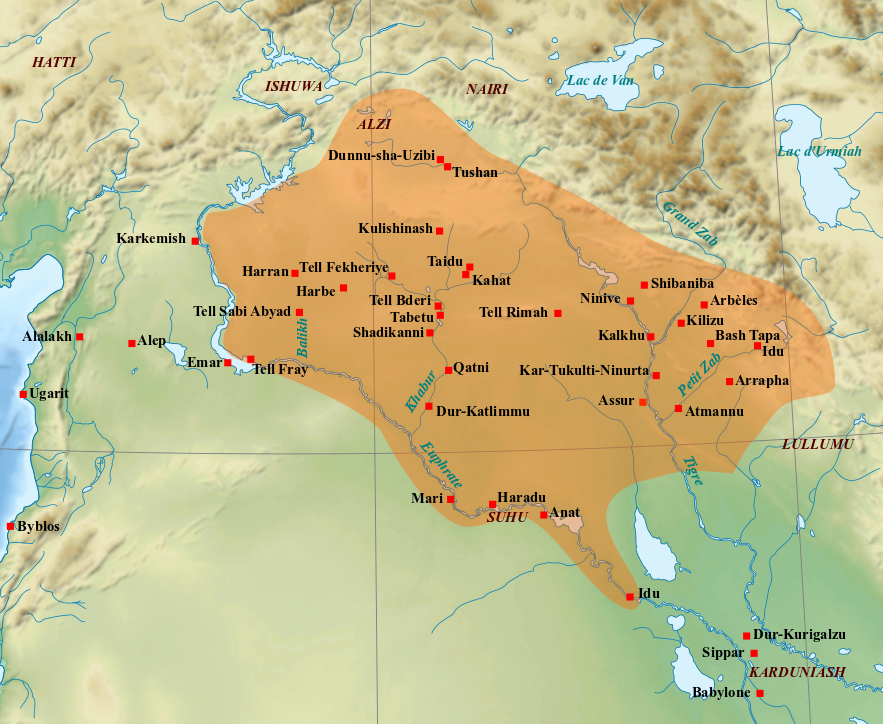
Zasięg terytorialny Asyrii w okresie średnioasyryjskim (koniec XIII – początek XI w. p.n.e.)

### Okres średnioasyryjski
W XIV w. p.n.e. Mitanni zostało podbite przez Hetytów ze wschodniej Anatolii i Asyryjczyków, którzy odzyskali wówczas niepodległość. Asyria została odbudowana przez Aszur-uballita I (1363–1330 p.n.e.), który zajął część terytorium państwa Mitanni, a w Babilonie osadził swego sojusznika Kurigalzu II. Bitwa pod Kadesz, która osłabiła zarówno Egipt, jak i Hetytów, stworzyła dla Asyrii dogodną sytuację dla rozwoju terytorialnego. Adad-nirari I podbił Hanigalbat, zdobył Nuzi i Arraphę. Podboje prowadził również jego syn, Salmanasar I, który założył miasto Kalchu. Asyria osiągnęła szczyt potęgi w latach 1243–1207 p.n.e. za panowania Tukulti-Ninurty I, który całkowicie podporządkował sobie Babilonię po pokonaniu jej władcy, Kasztilasza IV, a także zdobył ziemie ludu Nairi w Anatolii. Śmierć Tukulti-Ninurty w wyniku zamachu i najazd Ludów Morza doprowadziły do upadku potęgi Asyrii, która przez pewien okres musiała uznawać zwierzchnictwo Babilonii. Asyria odbudowała swoją potęgę w latach 1116–1077 p.n.e. za panowania Tiglat-Pilesera I. Władca ten w swych wyprawach wojennych dotarł aż do Fenicji zmuszając Byblos, Arwad i Sydon do opłacenia trybutu. Walczył też z frygijskimi plemionami Muszku, a także Aramejczykami, którzy zaczęli napierać na okoliczne ziemie z Pustyni Syryjskiej. To właśnie w wyniku ich najazdów, które nie tylko osłabiły Asyrię militarnie, ale i zablokowały handel z Syrią i odcięły państwo od źródeł strategicznych surowców, w XI w. p.n.e. nastąpił upadek państwa średnioasyryjskiego.

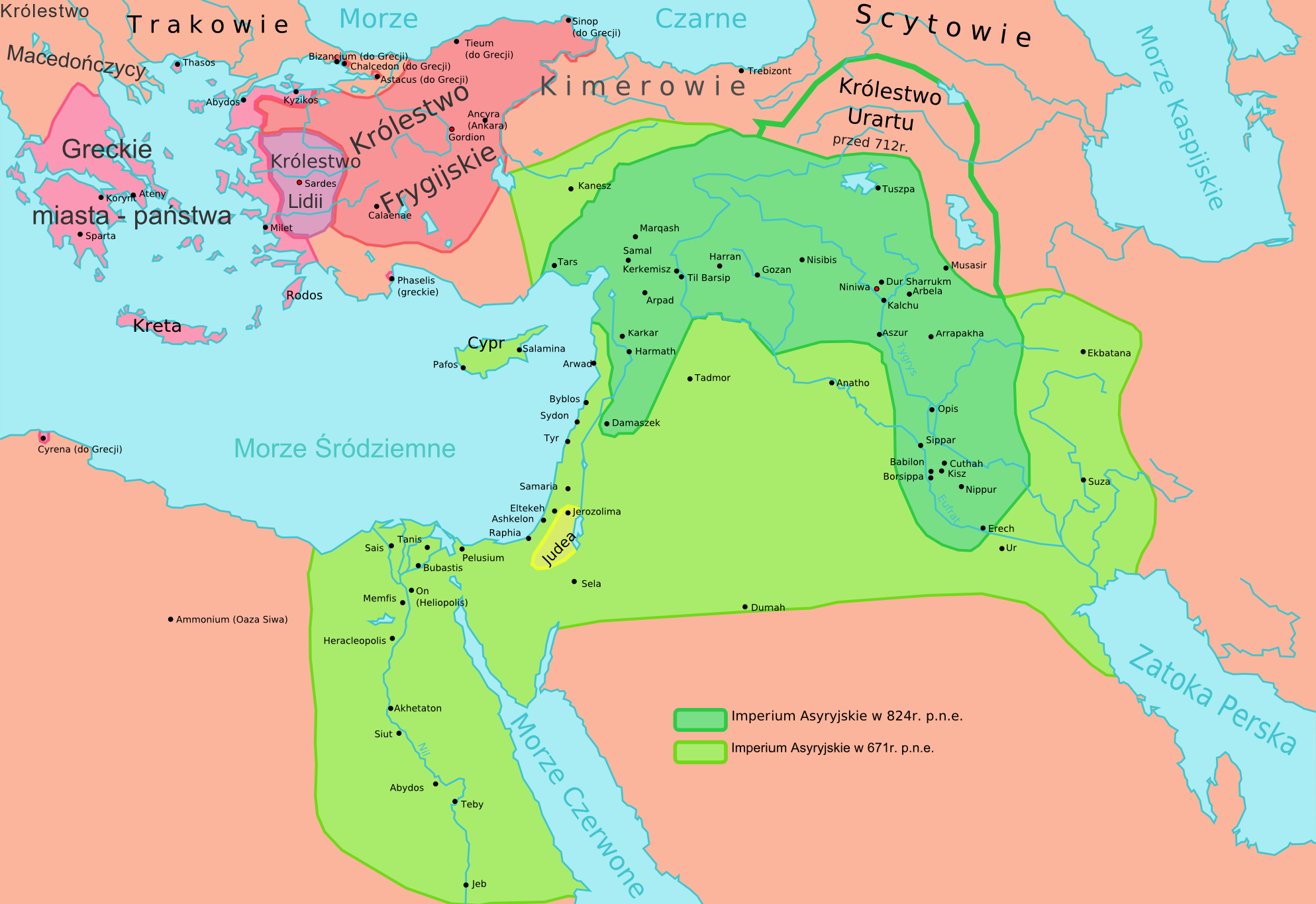
Rozwój terytorialny imperium asyryjskiego w okresie nowoasyryjskim

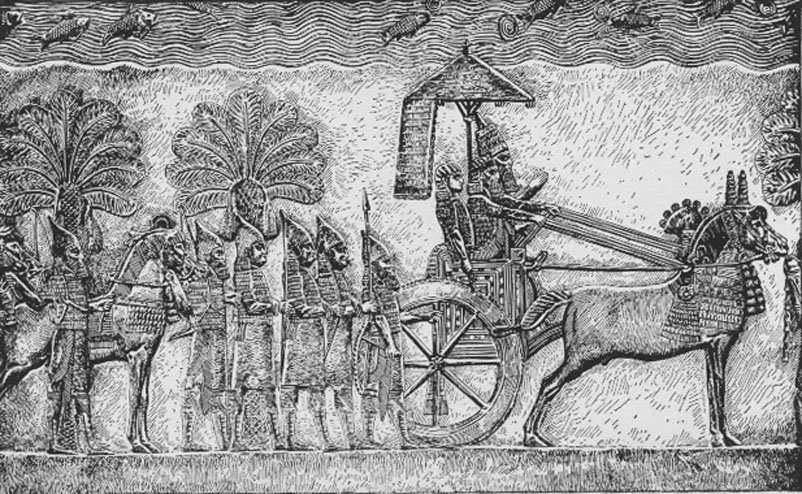
Sennacheryb na czele swojej armii – asyryjska płaskorzeźba

### Okres nowoasyryjski
W X w. p.n.e. powstało państwo nowoasyryjskie. Szybki wzrost jego potęgi zaczął się w roku 884 p.n.e. za panowania Aszurnasirpala II. Jego syn Salmanasar III został królem Babilonu i nałożył haracz na kraje Lewantu i Izrael. Po pewnym okresie zastoju do energiczniejszych podbojów przystąpił Tiglat-Pileser III (od połowy VIII w. p.n.e.). Podboje jego i jego następców doprowadziły do powstania największego imperium, jakie dotychczas widziano. Asyryjczycy opanowali całą Mezopotamię, Lewant (745–720 p.n.e.), ziemię Izraela, Cypr, a także Egipt (około roku 671 p.n.e.), który jednak utracili po 15 latach.
Na zdobycznych terenach utworzone zostały prowincje zarządzane przez urzędników wyznaczanych przez króla Asyrii, i zobowiązane do składania corocznych danin. Dla komunikowania się odległych prowincji ze stolicą budowano drogi, na których uruchomiono konną pocztę kurierską.
Szczyt potęgi Asyria osiągnęła za panowania króla Sargona II (721–705 p.n.e.) i jego dynastycznych następców zwanych Sargonidami. Rozbudowano wówczas znacznie sieć kanałów nawadniających i urządzano liczne ogrody i sady. Te zamiłowania i osiągnięcia w ogrodnictwie przeniesione zostały do legendy w postaci „wiszących ogrodów Semiramidy”, zaliczanych do siedmiu cudów świata, a faktycznie będących ogrodami zakładanymi na płaskich dachach i tarasach pałaców w Babilonie. Imperium tym Asyryjczycy rządzili bardzo surowo, deportując i mordując buntowników. Wiele miast zostało zniszczonych. Los taki spotkał między innymi Babilon zniszczony w roku 689 p.n.e. przez króla Sennacheryba. Asyryjczycy potrafili również budować (rękami niewolników i na koszt podbitych ludów) wspaniałe miasta, ogromne pałace ze wspaniałymi płaskorzeźbami i wielkie biblioteki, co miało duży wpływ na zachowanie się wiedzy o ich czasach. W kilkadziesiąt lat po osiągnięciu maksymalnych rozmiarów zaczęły się dla Asyrii poważne kłopoty wywołane najprawdopodobniej niemożnością zapanowania nad tak ogromnym obszarem i wycieńczeniem państwa ciągłymi wojnami.
W roku 652 p.n.e. brat ówczesnego króla Asyrii Aszurbanipala sprzymierzył się z wrogami Asyrii (m.in. państwem Elam) i opanował Babilonię, której był królem, chcąc przejąć władzę w całym imperium. Rebelia skończyła się klęską, a Babilon został ponownie zniszczony. Jeszcze około roku 646 p.n.e. Asyria zniszczyła państwo Elam, ale gdy zmarł król Aszurbanipal (ok. 627 p.n.e.), budowane przez ponad 200 lat mocarstwo zaczęło się rozpadać. Trzy lata po śmierci Aszurbanipala Babilon zrzucił jarzmo asyryjskie i powstało państwo nowobabilońskie rządzone przez chaldejskiego króla Nabopolassara.
Ostateczny cios królestwu Asyrii zadali Babilończycy, sprzymierzeni z Medami i Scytami, gdy w roku 612 p.n.e. zajęli asyryjską stolicę Niniwę. Co prawda jeszcze przez trzy lata wojska asyryjskie wspierane przez Egipcjan stawiały gdzieniegdzie opór, ale zburzenie Niniwy stało się symbolem upadku Asyrii. Medowie i Babilończycy zburzyli wszystkie większe miasta asyryjskie, a ich ludność wymordowali. Zniszczenia były tak wielkie, że przez kilka następnych stuleci ziemie te były słabo zaludnione. Prymat na Bliskim Wschodzie przejęło państwo nowobabilońskie.
W okresie nowoasyryjskim w stolicy Niniwie zostało wybudowanych wiele pałaców dla dworu królewskiego, zdobnych w liczne rzeźby ornamentalne, przedstawiające sceny z polowań, wojen czy kultu religijnego. Przepych i bogactwo pałaców miały świadczyć o potędze władców. Ostatni z wielkich królów asyryjskich Aszurbanipal (668–627) założył ogromną bibliotekę w Niniwie, gromadząc w niej około 30 tysięcy zapisanych pismem klinowym glinianych tabliczek, zawierających poezje oraz teksty filozoficzne, medyczne, historyczne, astronomiczne i administracyjne.

## Asyria w literaturze pięknej
Angielski poeta George Gordon Byron napisał wiersz The Destruction of Sennacherib (Zagłada wojsk Sennacheryba), zaczynający się linijką: The Assyrian came down like the wolf on the fold. Inny romantyk, rówieśnik Byrona Edwin Atherstone napisał składający się z trzydziestu ksiąg i Preludium epos Upadek Niniwy, opowiadający o zdobyciu asyryjskiej stolicy przez połączone wojska Medów i Babilończyków, dowodzone przez medyjskiego księcia Arbacesa i babilońskiego kapłana Belezisa.